# Hamed Kammoun
Hamed Kammoun ou Hamed Kamoun (arabe : حامد كمّون), né le 27 août 1955, est un footballeur et dirigeant de club tunisien.

## Biographie
Il signe sa première licence en 1969 avec l'Étoile sportive du Sahel (ESS). Jouant au poste d'attaquant, il est réputé pour son jeu de tête, mais également pour être un opportuniste, des qualités qui l'ont fait qualifier de buteur-né. Il est aussi sélectionné dans l'équipe nationale.
Docteur en médecine, il a été médecin de l'équipe nationale ; il dirige un centre de médecine physique de rééducation et réadaptation fonctionnelle dans la région de Sousse.
Le 19 octobre 2009, il devient vice-président du club chargé de la section football avant de prendre la présidence lors de l'assemblée générale du 12 décembre de la même année. Redevenu vice-président, il quitte son poste le 21 septembre 2022.